# Гільдія (екологія)
Гільдія — група видів тварин (або рослин) зі складу одного угруповання, що використовують одні і ті самі або близькі ресурси подібним способом.

## Поняття гільдії
Гільдія — фундаментальне поняття в екології угруповань. Фактично всі типи угруповань можуть бути описані у форматі гільдій. Прикладами гільдій є «зеленоїдні гризуни», «землерийки», «дрібні насіннєїдні горобині птахи», «листогризучі комахи», «бентосні риби» тощо.
Наприклад, миші і мурашки, споживаючи один і той самий ресурс (наприклад, зерно), не використовують (не споживають, не здобувають) його подібним чином, а тому їх не відносять до одної гільдії. І, навпаки, ласка, горностай, тхір і норка використовують і трофічний і просторовий ресурси подібним способом: полюють на наземних (часто норових) хребетних, звичайно вишукуючи їх активним пошуком (не з засідки, не збираючи), найчастіше в їхніх сховищах, норах, гніздах тощо. Вони формують єдину гільдію (у цьому випадку — «мустелідна гільдія»), взаємини в межах якої, хоча й відповідають міжвидовій конкуренції, є дуже суттєвими, наближеними до рівня внутрішньовидової конкуренції. У зв'язку з цим в межах подібних гільдій спостерігається суттєва просторова диференціація не тільки локальних популяцій кожного ж видів, але й окремих особин, індивідуальні ділянки яких мало перекриваються.

## Видовий обсяг гільдії
Кількість видів в гільдії обмежена. Звичайно у великорозмірних тварин (наприклад, ссавці, птахи) гільдія складена 3-6 видами одного роду або однієї родини.

Обмеження видового обсягу гільдії пояснюються необхідністю збереження між видами певного мінімального рівня схожості, що пояснюється сталою Хатчінсона, яка, у свою чергу, є ілюстрацією феномена Гаузе (принципу Гаузе) щодо неможливості існування двох видів з однаковими екологічними потребами в межах одного угруповання.

Можна навести наступне тлумачення цього явища (за: Загороднюк, 2008): «Обмеження кількості співіснуючих видів (зокрема, „правило 6 видів“ випливає з визначення лімітованої схожості: „Допустима схожість співіснуючих видів лімітована, і їхня кількість обмежена кількістю можливих секцій загального доступного для гільдії ресурсу“. Цю тему розглядають з низкою застережень, оскільки ємність екосистем визначається не тільки біологічними особливостями груп, але й факторами середовища: широтою доступного спектру ресурсів, розмірами тварин, типом екосистем (у гідробіонтів показники вищі), гетерогенністю середовища, у тім числі різноманіттям рослинних асоціацій, сталістю температур та вологості, розмірами екосистем і острівними ефектами. У критичних умовах існування і в нестабільних екосистемах спостерігається явище монотипізації вищих таксонів (родів, родин).»

## Приклади гільдій
- Мешканці лісового намету, листоїди
- Травоїдні
- Різнотрав'я
- Трави
- Планктон
- Сапрофіти
- Чагарники
- Дерева
- Ліани
- Рибоїдні птахи